# Lókhivka
Lókhivka (en (ucraïnès): Лохівка, en rus: Лоховка, Lókhovka) és un poble de la República Autònoma de Crimea a Ucraïna, que el 2014 tenia 419 habitants. Pertany al districte rural de Sovetski. Fins al 1944 el municipi es deia Menguermén Nemetski